# Шафарня (Мазовецьке воєводство)
Шафарня (пол. Szafarnia) — село в Польщі, у гміні Леліс Остроленцького повіту Мазовецького воєводства.
Населення — 231 особа (2011).
У 1975—1998 роках село належало до Остроленцького воєводства.

## Демографія
Демографічна структура станом на 31 березня 2011 року:
|          | Загалом | Допрацездатний вік | Працездатний вік | Постпрацездатний вік |
| -------- | ------- | ------------------ | ---------------- | -------------------- |
| Чоловіки | 127     | 33                 | 81               | 13                   |
| Жінки    | 104     | 20                 | 58               | 26                   |
| Разом    | 231     | 53                 | 139              | 39                   |